# Connie Mack (basebolltränare)
Connie Mack, egentligen Cornelius McGillicuddy, född den 22 december 1862 i East Brookfield i Massachusetts, död den 8 februari 1956 i Philadelphia i Pennsylvania, var en amerikansk professionell basebollspelare, -tränare och -ägare. Han vann som tränare för Philadelphia Athletics World Series fem gånger: 1910, 1911, 1913, 1929 och 1930. Han var tränare för Athletics i hela 50 år, 1901–1950. När han slutade var han 87 år gammal.
Han valdes 1937 in i Hall of Fame. Eftersom ingen spelare från 1800-talet hade blivit invald föregående år bland de allra första invalda, valde en liten kommitté fem representanter för 1800-talet för utomordentliga förtjänster för idrotten. Mack var den enda av de fem invalda representanterna för 1800-talet som fortfarande var vid liv.
Mack spelade sin sista säsong som spelare 1896 för Pittsburgh Pirates.
Sonsonen Connie Mack III representerade Florida i båda kammare av USA:s kongress. Sonsonens son Connie Mack IV var ledamot av USA:s representanthus från Florida.